# Paypayrola guianensis
Paypayrola guianensis là một loài thực vật có hoa trong họ Hoa tím. Loài này được Aubl. mô tả khoa học đầu tiên năm 1775.